# 莱邦博骨
萊邦博骨是由狒狒的腓骨製成，有著切割痕跡的骨器；因其是在南非和史瓦帝尼之間的萊邦博山發現而得名。缺口部分的變化顯示使用了不同的切削刀刃，骨頭的發現者彼得·博蒙特將其視為證據，認為與世界各地發現的其他標記一樣，是在舉行儀式的過程中，經由刀刃切割製作出來。
根據放射性碳定年法測定，這塊骨頭的年齡在44,200到43,000歲之間。這比有時會混淆在一起的伊尚戈骨要古老得多。有些有缺口的骨骼有80,000年的歷史，但現時尚不清楚這些缺口是否僅僅是裝飾性的，或者它們是否有約束力，具有功能性的意義。
根據"世界數學大全"，萊邦博骨的29個刻痕顯示它可能被用做月相計數器。在這種情況下，"非洲女性可能是第一批數學家，因為跟踪月經週期需要依靠陰曆"。然而，骨頭的一端明顯斷裂，因此29個切口可能是總數，也可能不是總數。在全球發現的其它有缺口的骨骼中，許多缺口在1-10之間，並沒有一致的缺口記錄。

## 外部連結
- Images at African Heritage （页面存档备份，存于）